# 成衮扎布
成衮扎布（？—1771年），博尔济吉特氏，喀尔喀蒙古贵族首领，策棱之长子，续任赛音诺颜部中左末旗扎萨克亲王。
成衮札布于康熙五十九年（1720年）随军征讨准噶尔，擒获宰桑贝坤。雍正十年（1732年），因在光显寺战役中大败准噶尔军有功而授一等台吉。乾隆元年（1736年），封固山贝子，授所部副将军。奏请筑城驻兵防边。乾隆四年（1739年），封世子，赐杏黄辔。乾隆十五年（1750年）其父逝世后，袭扎萨克和硕亲王兼盟长，并授定边左副将军。他奏请乾隆帝以二千喀尔喀兵驻守鄂尔浑和乌里雅苏台，各部设备用兵以供听调。乾隆十八年（1753年），杜尔伯特台吉车凌等来归附，成衮扎布派兵前往乌里雅苏台防准噶尔追兵。乾隆十九年（1754年），罢定边左副将军职。赴额尔齐斯督理屯田。乾隆二十一年（1756年），和托辉特部青衮咱卜叛清，成衮扎布复职定边左副将军，统兵征讨，赐三眼孔雀翎。后擒获青衮咱卜，赐杏黄带。乾隆二十二年（1757年），授定边将军，统军征讨辉特部巴雅尔。同年入觐，复授定边左副将军。乾隆二十八年（1763年），督理乌梁海与哈萨克互市。乾隆二十九年（1764年），奏修乌里雅苏台旧城。他数年统兵边防，多有战绩。
成衮扎布有七子，包括长子额尔克沙喇、次子伊什扎布楚、四子占楚布多尔济、七子拉旺多尔济（袭扎萨克亲王）。